# أفشار (جلفا)
أفشار هي قرية في مقاطعة جلفا، إيران. يقدر عدد سكانها بـ 167 نسمة بحسب إحصاء 2016.